# Floraí (gemeente)
Floraí is een gemeente in de Braziliaanse deelstaat Paraná. De gemeente telt 5.158 inwoners (schatting 2009).

## Aangrenzende gemeenten
De gemeente grenst aan Nova Esperança, Presidente Castelo Branco, São Carlos do Ivaí, São Jorge do Ivaí en Tamboara.